# Orde van de Nijl

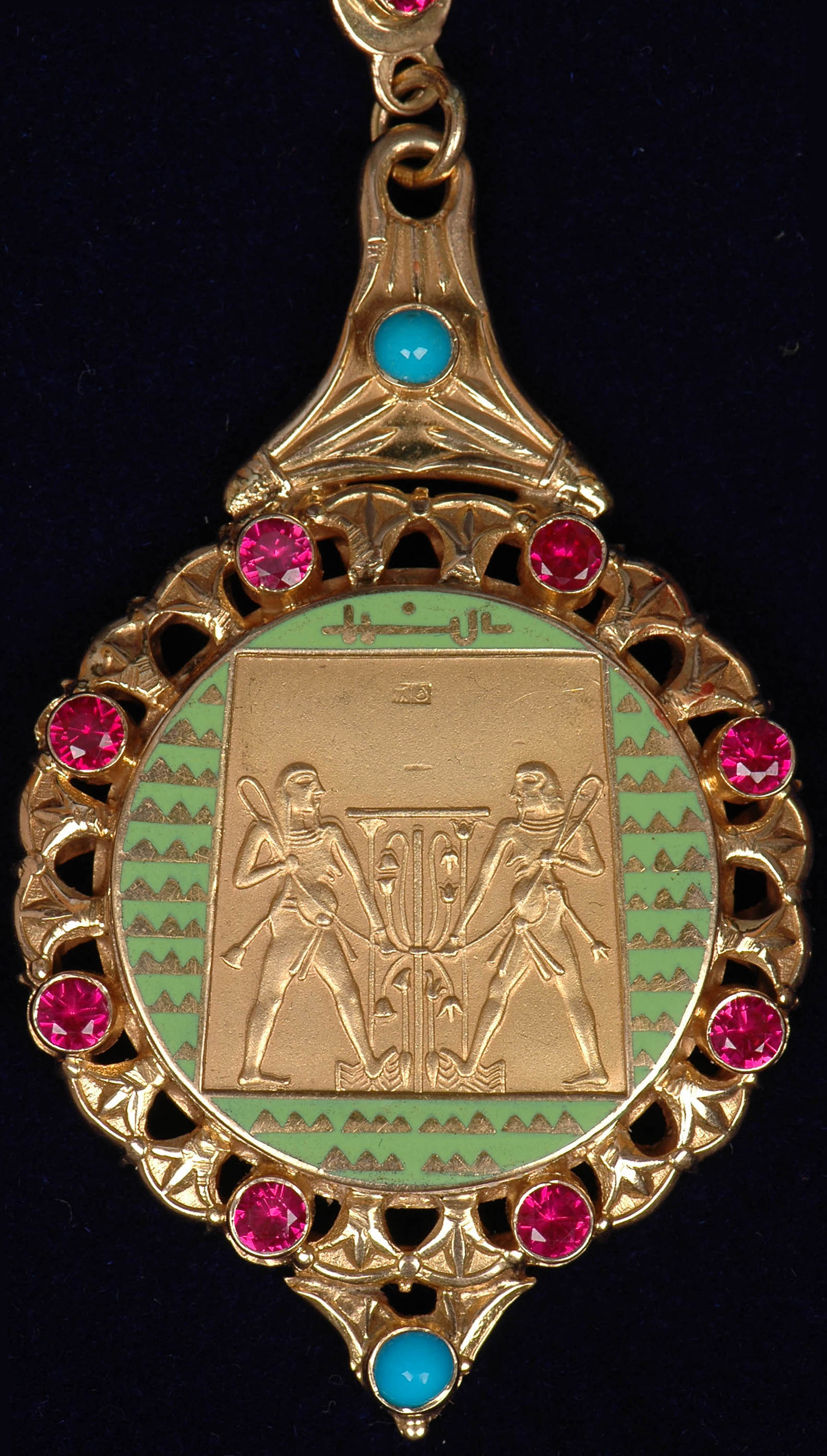
Orde van de Nijl

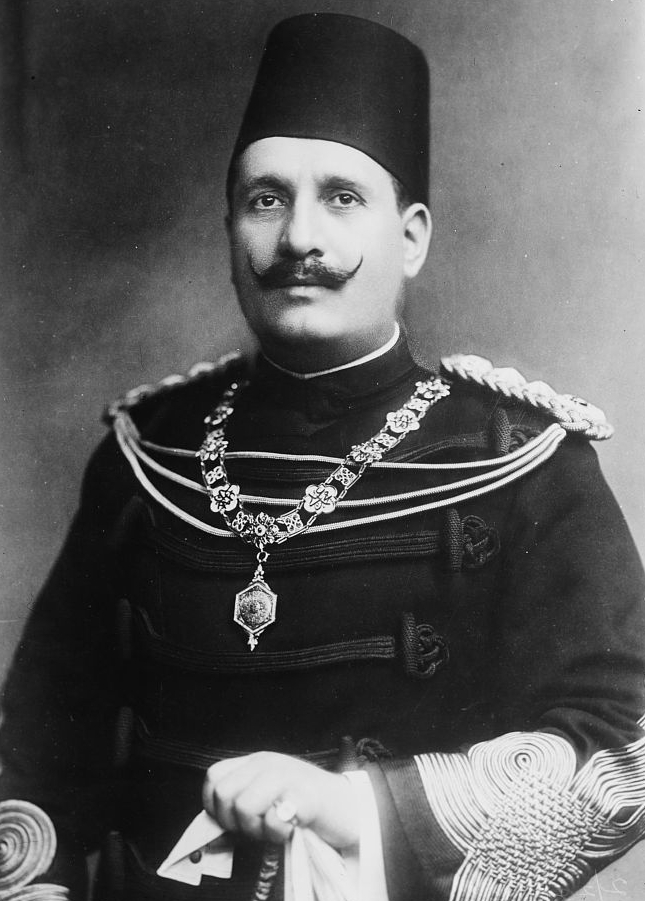
Foead I met de keten

De Orde van de Nijl (Arabisch: قلادة النيل العظمى , Nishan al-Nil) is een hoge Egyptische Ridderorde en werd in 1915 door sultan Hoessein Kamil ingesteld. Deze Orde was de hoogste onderscheiding van het Koninkrijk en bleef dat na 1953 ook in de Republiek. De president draagt een keten van de Orde en deze wordt ook aan bevriende staatshoofden toegekend. De Grootkruisen dragen nu een vijfpuntige ster en een dito kleinood aan een breed blauw lint met een smalle gouden bies over de rechterschouder. Het kleinood en de ster zagen er tijdens de regering van de Koningen anders uit.

De vier lagere graden, grootlint, grootofficier, commandeur, officier en ridder worden niet langer toegekend.

## Gedecoreerden
- Mohammed Hoessein Tantawi, (Grootkruis) in augustus 2012
- Mohammed Naguib, (Keten)
- Mohammad Reza Pahlavi, (Grootkruis)
- Jacob Devers, (Grootkruis)
- Mohammed VI van Marokko, (Grootlint)